# ميوسين (بروتين)

خيوط الأكتين (أزرق) والميوسين (أحمر) أثناء الانقباض والانبساط في خلية عضلة هيكلية.

الميوزين أو الميوسين أو العضلين (بالإنجليزية: Myosin)‏ هي عائلة كبيرة من البروتينات المحركة الموجودة في أنسجة حقيقيات النوى. هذه العائلة لها وظيفة في تحريك العضلات.
 الميوسين Familie von هو أحد البروتينات الحركية وتتشكل العضلات منه بمشاركة بروتين آخر فتيل الشكل وهو الأكتين. لكي يحدث انقباض عضلة تتحرك رؤوس الميوسين فلي طول فتيلات الأكتين الملامسة لها . يتم ذلك بتحول الطاقة الكيميائية الأتية من تحلل جزيئات ادينوسين ثلاثي الفوسفات ATP في داخل الميوسين مما يدفعها للحركة على طول فتيلات الأكتين المجاورة.
كما يشترك الميوسين بالتعاون مع بروتينات حركية أخرى مثل  كينيسن و داينين في عمليات تحريك جزيئات حيوية كبيرة فيما بين الخلايا وكذلك عمليات نقل للعضيات الخلوية داخل الخلايا في شبكات السيتوبلازم (الشبكات الإندوبلازمية) . كما أن للميوسين أيضا وظائف تتعلق بحركة الخلايا وتلاصقها.

## كيفية عمل رؤوس الميوسين

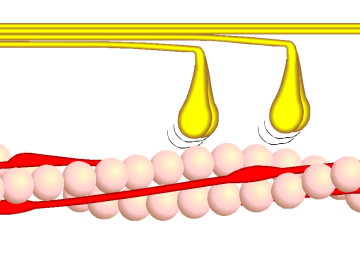
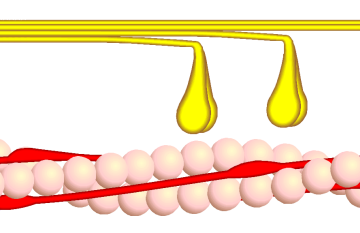
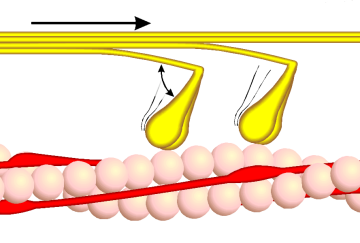
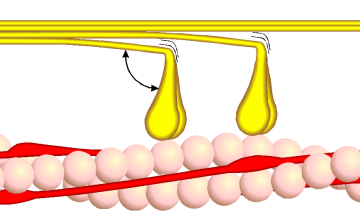

في الشكل أعلاه رؤوس الميوسين (أصفر) وفتيلات الأكتين (برتقالي وأحمر).

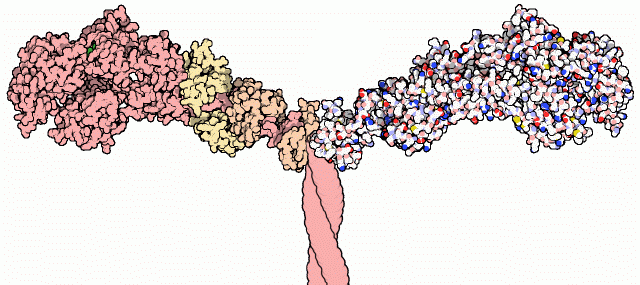
رأس جزيء الميوسين ومنطقة التحريك.

في عضلة هيكلية، عندما تكتسب ميوسينات طاقة ناتجة من تحلل مائي لأدينوسين ثلاثي الفوسفات ATP فيها فهي تحدث آلية إزاحية في العضلة. تلك الضربة أو الآلية الإزاحية تحدث عندما يحرر ميوسين جزيء فوسفات بعد تحلل مائي لل ATP و يكون الميوسين ملامسا لفتيلة الأكتين. وتأثير هذا التحرير للفوسفات يُحدث تغيرا في شكل الميوسين الذي يدفع برؤوسه على طول الأكتين. ثم يتحرر أدينوسين ثنائي الفوسفات ADP (الناتج من تحلل ATP ) محدثا حالة تصلب للميوسين . وعندما يتكون ATP من جديد فإن ذلك يعمل على تحرير ارتباط الميوسين بالأكتين. يتسبب التحلل المائي لأدينوسين ثلاثي الفوسفات ATP في داخل الميوسين في دفع الميوسين على طول فتيل الأكتين مرة ثانية، وهكذا تعاد الدورة. هذا التأثير المتشابك لإحداث قوة إزاحية تجعل العضلة تنقبض وتقوم بالحركة (أنظر الشكل أعلاه ؛ يتغير وضع رؤوس الميوسين بين 90 درجة إلى 50 درجة محدثا الإزاحة على طول الأكتين) .

## انظر أيضاً

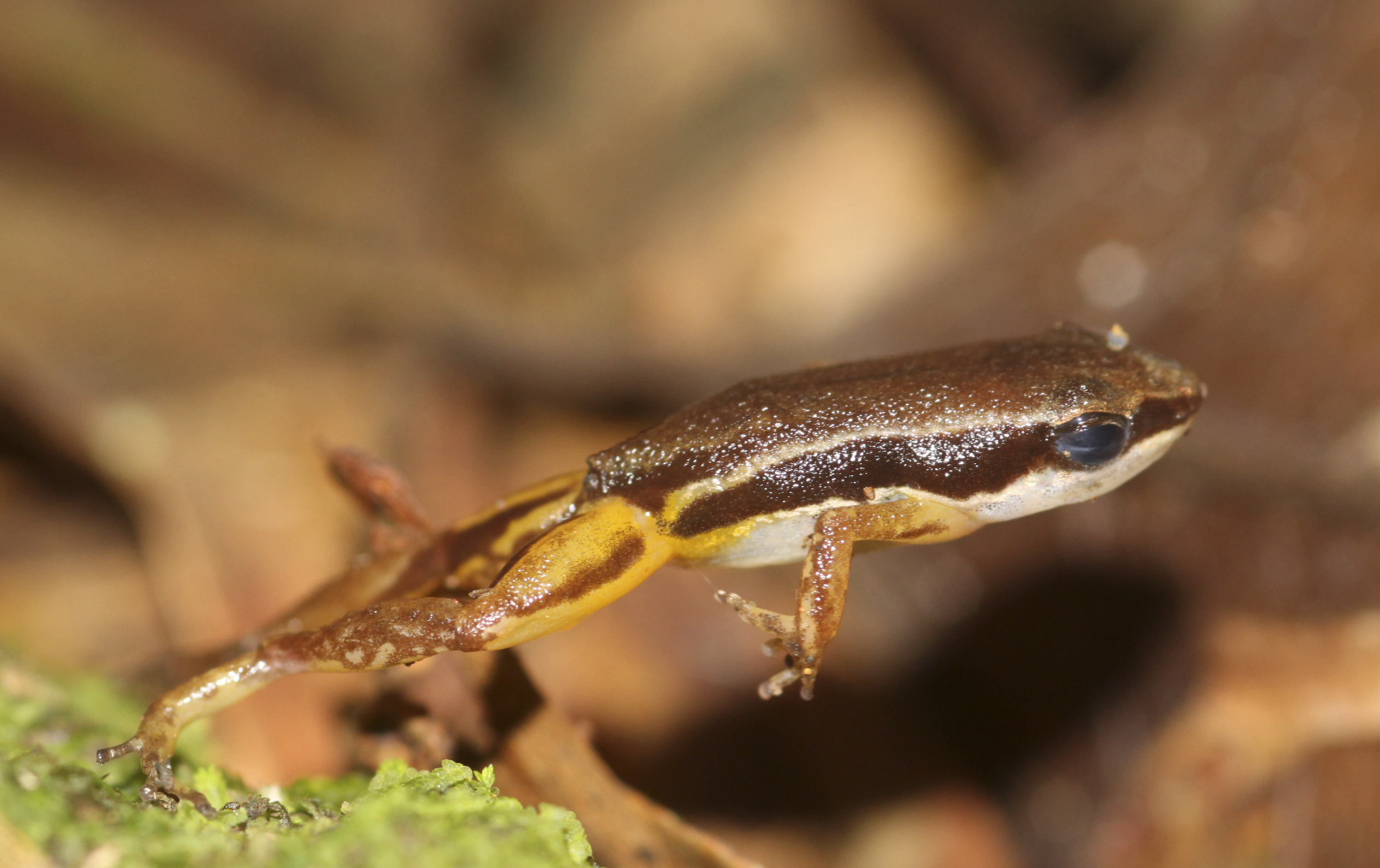
انقباض عضلات هيكيلية تجعل حيوان مثل الضفدعة تتحرك وتقفز.